# Christian Le Provost
Pour les articles homonymes, voir Le Provost.
Christian Le Provost, né le 1er juin 1943 à Châteaubriant et décédé le 29 février 2004 à Rennes, est un océanographe français,,,.
Christian Le Provost a été un des bâtisseurs de l'océanographie française de la fin du XXe siècle et un acteur majeur de la recherche océanographique internationale. Il a contribué de manière déterminante à toutes les grandes avancées scientifiques récentes de l'océanographie et fait que l'océanographie d'aujourd'hui soit une discipline de recherche pleine d'avenir et un domaine en prise directe avec les enjeux actuels de la société.

## Biographie
Alors qu’il avait 2 ans, sa famille a rejoint leur berceau familial, Plérin, dans les Côtes d’Armor. Son enfance et sa jeunesse, comme tous ici, ont été rythmés par la mer et la marée. C’est donc naturellement, qu’il a eu une formation d'hydraulicien à l'École Nationale Supérieure d'Hydraulique et de Mécanique de Grenoble (ENSHMG) dont il est sorti major en 1967. Il a ensuite réalisé sa thèse d'état à Grenoble avec un travail analytique et expérimental (sur la grande plaque tournante Coriolis) sur les ondes de marées en mers littorales. Recruté au CNRS en 1967, il fonde l'équipe d'océanographie de l'Institut de Mécanique de Grenoble. 
Dans les années 1980, il est investi par le CNRS de la mission de développer en France le domaine de modélisation numérique de l'océan. En 1997, il quitte Grenoble pour prendre la direction du Laboratoire d’Études en Géodésie et Océanographie Spatiale (LEGOS), direction qu'il conserve jusqu'en 2003.
Christian Le Provost est l'auteur de plus de 100 publications dans des revues internationales et de plusieurs centaines de communications.
Par ailleurs il était fortement impliqué dans des responsabilités nationales et internationales. Il lui a été attribué plusieurs distinctions internationales pour ses travaux. Il a contribué à former un grand nombre d'étudiants et de chercheurs qui continuent aujourd'hui ses actions de recherche. Il a eu une activité intense de formateur. Grand scientifique, il était peut être d'abord un être humain simple et généreux qui avait mis toute son énergie pour avancer ses convictions scientifiques et qui croyait par dessus tout au travail d'équipe.
Christian Le Provost est décédé prématurément le 29 février 2004 d'un accident cardiaque.

## Thèmes d'intérêts scientifiques

### Les marées océaniques
C'est le fil rouge de toute son activité scientifique. Il a abordé ce thème sur un plan théorique, expérimental (notamment avec un modèle physique des marées dans la Manche) et de modélisation. Il est l'auteur principal d'un modèle de marées mondiales de grande précision qui a rendu possible le développement de l'altimétrie spatiale par satellite (en effet la mesure du niveau des mers représentatif des courants marins nécessite qu'on connaisse les marées avec une grande précision). Grâce à lui et à quelques-uns de ses collègues, la question de la connaissance des marées océaniques a trouvé pratiquement sa solution complète à l'échelle du globe. Seules restent quelques incertitudes spécifiques dans des régions de bathymétrie mal connue du globe.

### La modélisation des circulations océaniques
Avec son équipe de Grenoble, Christian Le Provost a été un acteur déterminant de l'émergence d'une science de la modélisation océanique en France, à l'instar de celles de quelques grands autres pays. Il a surtout travaillé à la modélisation du "temps océanique", équivalent du temps atmosphérique, c'est-à-dire à des échelles fines, non-linéaires et souvent très turbulentes de la circulation océanique, telles que celles que l'on rencontre dans les grands courants planétaires tels que le Gulf Stream ou le Kouro Shio.

### Le développement de l'océanographie opérationnelle
Avec d'autres collègues français, Christian Le Provost a joué un rôle déterminant pour faire émerger en France des capacités de prévisions océanographiques analogues à la météorologie. Il a consacré ses 2 dernières années de carrière professionnelle à la direction scientifique de Mercator Océan en 2003 et 2004, en parallèle de sa mission de Chairman de GLOSS (GLobal Ocean Sea Surface à l'UNESCO). a ainsi pu voir le jour et joue aujourd'hui un rôle de leader dans ce domaine en fournissant en temps quasi réel des prédictions des courants océaniques à échelle globale pour les besoins de la météorologie, de la gestion des ressources marines, de la prospection pétrolière et de la lutte antipollution, de la marine marchande ou militaire, de la recherche et de toutes sortes d'applications d'impact sociétal très concret.

### L'altimétrie spatiale
L'avènement de l'océanographie spatiale au début des années 1990 a provoqué une extraordinaire percée des capacités d'observation de l'océan, jusqu'alors un milieu difficile d'accès et peu connu. L'altimétrie qui mesure la hauteur dynamique de la surface de la mer dont la traduction est immédiate en termes de courant marin de surface s'est révélée une technologie extrêmement prometteuse sur le plan des avancées scientifiques. Christian Le Provost a contribué de manière décisive à démontrer l'intérêt de ces mesures grâce à ses modèles de marées mais aussi à la valorisation concrète des mesures, notamment en conjonction avec les modèles numériques.

### Le niveau de la mer
Le travail de Christian Le Provost sur la question du niveau des mers et de son évolution climatique a été une démarche naturelle pour un spécialiste des marées et de l'altimétrie tel que lui. Il s'est attaché entre autres à mettre en place un réseau global d'observations in situ pour la calibration et la validation des mesures spatiales et des modèles. Compte-tenu de la faible amplitude des signaux à détecter (quelques mm de variation annuelle !) ceci était et reste indispensable. Il a aussi travaillé à la cartographie de l'évolution du niveau des mers et à la compréhension des mécanismes physiques impliqués. 

### La circulation thermohaline
Un des derniers grands centres d'intérêt de Christian Le Provost a été d'essayer de contribuer à la compréhension qui ne reste encore aujourd'hui que partielle du bilan énergétique global de l'océan. Le comportement climatique de l'océan (par exemple la circulation thermohaline) est évidemment conditionné par les éléments du bilan global d'énergie. Aujourd'hui encore une forte incertitude règne sur les termes principaux du bilan dissipatif et c'est un point qui a préoccupé fortement Christian Le Provost et pour lequel sa compréhension des mécanismes dissipatifs des ondes internes a été très utile.

## Grand prix Christian Le Provost
Le grand prix Christian Le Provost  (Grand Prix Le Provost Académie des sciences ) récompense tous les deux ans un jeune chercheur (moins de 38 ans) pour ses travaux en océanographie.
Une « journée océanographique » est organisé par le conseil général et la ville de Plérin à Saint-Brieuc à l'occasion de la remise du grand prix et en hommage à Christian Le Provost .
Les lauréats du prix "Christian Le Provost Océanographe", devenu en 2011 le grand Prix "Christian Le Provost" de l'Académie des Sciences  sont :
- 2009 : Fabrice Ardhuin [9]
- 2010 : Jerome Vialard [10]
- 2011 : Sophie Cravatte [11],[12],[13]
- 2013 : Séverine Alvain [14],[15],[16],[17]
- 2015 : Didier Swingedouw [18],[19],[20]
- 2017 : Benoit Meyssignac [21],[22],[23],[24]
- 2019 : Sophie Bonnet [25],[26]
- 2021 : Camille Lique [27]
- 2023 : Damien Desbruyères[28]